# Королисцкали
Ко́ролисцкали (груз. ყოროლისწყალი) — река на юго-западе Грузии в Аджарии, северо-восточнее города Батуми. Длина реки — 13,8 км.
Берёт начало на северном склоне горы Чинкадзе (1306,8 м). Протекая через Хелвачаурский муниципалитет и город Батуми, впадает в Батумскую бухту Чёрного моря в северной части Батуми возле посёлка Тамар.
В марте 1912 года на реке Скурицхали (притоке реки Королисцкали) близ села Ортабатуми был снят один из наиболее известных фотопортетов Прокудина-Горского.